# Reeker
Reeker (Brasil: Pânico no Deserto ) é um filme de terror estadunidense de 2005 escrito e dirigido por Dave Payne.

## Elenco
- Devon Gummersall — Jack
- Derek Richardson — Nelson
- Tina Illman — Gretchen
- Scott Whyte — Trip
- Arielle Kebbel — Cookie
- Michael Ironside — Henry Tuckey
- Eric Mabius — Radford
- Marcia Strassman — Rose Tuckey
- David Hadinger — The Reeker
- Les Jankey — Trucker
- Carole Ruggier — Mom
- Paul Butcher — Kid
- Steven Zlotnick — Oficial Bern
- Christopher Boyer — Oficial Mansfield
- Wesley Thompson — Oficial Taylor
- Alejandro Patino — Velez the Medic